# Kevin Hart
Kevin Hart (Filadèlfia, 6 de juliol de 1979) és un actor i comediant estatunidenc.

## Primers anys
Hart va néixer a Filadèlfia, Pennsilvània. És graduat de la George Washington High School, i va anar a la Universitat Temple durant dos anys.

## Carrera
Va renunciar a la seva feina com a venedor de sabates i es va embarcar en una carrera en el món de la comèdia. Les seves actuacions el van portar a participar en pel·lícules, com The 40-Year-Old Virgin, Soul Plane, Paper Soldier, Scary Movie 3, Along Came Polly, 'Scary Movie 4, Death at a Funeral, Little Fockers, Not easily Broken, i One Day in Jersey.
El 2008, Hart va aparèixer al vídeo de Three 6 Mafia per "Lolli Lolli (Pop That Body)" i el 2009, Hart va aparèixer en una sèrie d'anuncis comercials d'eBay. També el 2009, va interpretar un bruixot, "Zezelryck," en una sèrie de televisió, Kröd Mändoon and the Flaming Sword of Fire.
Ha fet diverses actuacions en viu de comèdia en especials de televisió per Comedy Central, incloent I'ma Grown Little Man i Seriously Funny. El 2010, Hart va aparèixer en els anuncis d'Air Jordan amb Dwyane Wade. Hart és idolatrat pel seu company Mike Benner.
El 6 de setembre de 2012 va ser l'amfitrió dels premis MTV Video Music Awards de 2012, la cerimònia es va realitzar a l'Staples Center de Los Angeles, Califòrnia.
Al 25 de gener de 2015 en una entrevista radiofònica al programa novaiorquès  'Breakfast Club', on va acudir per promocionar la seva nova pel·lícula "The Wedding Ringer", l'actor estatunidenc manifestà que mai interpretaría a un personatge homosexual por por al que diran, al considerar que la gent podria creure que ell també és gai, quelcom que li fa por. En el passat l'actor afirmà que no gastaria bromes sobre homosexuals perquè "és un tema delicat i jo respecto les persones de totes les orientacions"

## Vida personal
Hart es va casar amb Torri Hart el 2003. El març de 2005, va néixer la seva filla Heaven Leigh. Com es va revelar en The 40-Year-Old Virgin, ell va comentar mig em broma que no vol que es converteixi "en una balladora de striptease." El 18 de febrer de 2008, va néixer Hendrix Hart.
El 2010, Hart es va separar legalment de la seva dona.

## Filmografia
| Any  | Pel·lícula                                                  | Paper                                                        |  |
| ---- | ----------------------------------------------------------- | ------------------------------------------------------------ |  |
| 2001 | Undeclared                                                  | Estudiant religiós                                           |  |
| 2003 | Scary Movie 3                                               | CJ                                                           |  |
| 2003 | Death of a Dynasty                                          | P-Diddy / Policia 1 / Entrenador de Ball / Raper / H. Lector |  |
| 2004 | Along Came Polly                                            | Vic                                                          |  |
| 2004 | Soul Plane                                                  | Nashawn                                                      |  |
| 2005 | The 40 Year Old Virgin                                      |                                                              |  |
| 2005 | In the Mix                                                  | Busta                                                        |  |
| 2006 | Scary Movie 4                                               | CJ                                                           |  |
| 2007 | Epic Movie                                                  | Silas                                                        |  |
| 2008 | Fool's Gold                                                 | Bigg Bunny                                                   |  |
| 2008 | Superhero Movie                                             | Trey                                                         |  |
| 2008 | Extreme Movie                                               | Barry                                                        |  |
| 2008 | Meet Dave                                                   | Number 17                                                    |  |
| 2008 | Drillbit Taylor                                             |                                                              |  |
| 2009 | Party Down                                                  | Dro Grizzle                                                  |  |
| 2009 | Not Easily Broken                                           | Tree                                                         |  |
| 2009 | Kröd Mändoon and the Flaming Sword of Fire                  | Zezelryck                                                    |  |
| 2010 | Death at a Funeral                                          | Brian                                                        |  |
| 2010 | Something Like a Business                                   | JoJo                                                         |  |
| 2010 | Little Fockers                                              | Infermera Louis                                              |  |
| 2011 | 35 and Ticking                                              | Cleavon                                                      |  |
| 2011 | Let Go                                                      | Kris Styles                                                  |  |
| 2013 | This Is the End                                             | Kevin Hart                                                   |  |
| 2013 | Kevin Hart: Let Me Explain                                  | Ell mateix                                                   |  |
| 2013 | Grudge Match                                                | Dante Slate, Jr.                                             |  |
| 2014 | Ride Along                                                  | Ben Barber                                                   |  |
| 2014 | About Last Night                                            | Bernie                                                       |  |
| 2014 | Think Like a Man Too                                        | Cedric                                                       |  |
| 2014 | School Dance                                                | OG Pretty Lil' Thug                                          |  |
| 2014 | Top Five                                                    | Charles                                                      |  |
| 2015 | The Wedding Ringer                                          | Jimmy Callahan/Bic Mitchum                                   |  |
| 2015 | Get Hard                                                    | Darnell Lewis                                                |  |
| 2016 | Ride Along 2                                                | Ben Barber                                                   |  |
| 2016 | Central Intelligence                                        | Calvin Joyner                                                |  |
| 2016 | Mascotes (The Secret Life of Pets)                          | Snowball (veu)                                               |  |
| 2016 | Kevin Hart: What Now?                                       | Ell mateix                                                   |  |
| 2017 | Capità Calçotets (Captain Underpants: The First Epic Movie) | George Beard (veu)                                           |  |
| 2017 | The Upside                                                  | Dell Scott                                                   |  |
| 2017 | Jumanji: Welcome to the Jungle                              | Franklin "Mouse" Finbar                                      |  |
| 2018 | Night School                                                | Teddy Walker                                                 |  |
| 2019 | Kevin Hart's Guide to Black History                         | Ell mateix                                                   |  |
| 2019 | Kevin Hart: Irresponsible                                   | Ell mateix                                                   |  |
| 2019 | Mascotes 2 (The Secret Life of Pets 2)                      | Snowball (veu)                                               |  |
| 2019 | Hobbs & Shaw                                                | Dinkley                                                      |  |
| 2019 | Jumanji: The Next Level                                     | Franklin "Mouse" Finbar                                      |  |
| 2020 | Fatherhood                                                  |                                                              |  |